# Sequis Tower
 (octobre 2023).
La Sequis Tower est un gratte-ciel situé à Jakarta en Indonésie. Il s'élève à 206 mètres. Il a été terminé 2019. 